# Guilherme Antônio Werlang
Dom Guilherme Antônio Werlang MSF (São Carlos, 5 de agosto de 1950) é prelado católico brasileiro. É o bispo da Diocese de Lages.

## Biografia
Dom Guilherme Antônio Werlang nasceu no dia 5 de agosto de 1950 em São Carlos, Diocese de Chapecó, no estado de Santa Catarina, o quarto dos onze filhos de Irena (Marschall) e José Aldino Werlang. Estudou filosofia em Passo Fundo e teologia na Pontifícia Universidade Católica do Rio Grande do Sul.
Fez a sua profissão religiosa no dia 22 de fevereiro de 1976 na Congregação dos Missionários da Sagrada Família, e ordenou-se sacerdote no dia 22 de agosto de 1979 em São Carlos.
Em sua congregação religiosa exerceu a função de formador do Seminário em Santo Ângelo, depois de reitor do Seminário de Rio Pardo, ambas no Rio Grande do Sul, reitor da comunidade religiosa na região de Centro-Oeste e promotor vocacional.
Na Diocese de Jataí desenvolveu também algumas funções, tais como: vigário paroquial e pároco em Jataí, pároco em Itajá e em Itarumã, foi coordenador do Centro Pastoral Diocesano, coordenador de pastoral e vigário episcopal.
Aos 19 de maio de 1999 foi nomeado bispo da Diocese de Ipameri pelo Papa João Paulo II, sendo ordenado por Dom Anselmo Müller, MSF, bispo de Januária, auxiliado por Dom Estanislau Amadeu Kreutz, bispo de Santo Ângelo, e por Dom Manoel João Francisco, ordinário de Chapecó, em sua cidade natal, no dia 17 de julho de 1999. Tomou posse em 7 de agosto seguinte.
No dia 11 de maio de 2011 foi eleito presidente da Comissão Episcopal Pastoral para o Serviço da Caridade, Justiça e Paz da Conferência Nacional dos Bispos do Brasil, sucedendo então a Dom Pedro Luiz Stringhini, e reeleito para o cargo em 22 de abril de 2015 até 2019. Em 23 de junho de 2017, conseguiu que o nome da comissão mudasse para "Comissão Episcopal Pastoral para a Ação Social Transformadora". A mudança se deu por, entre outros motivos, as dificuldades com a confusão criada pela semelhança do nome da Comissão com várias instâncias que se ocupam com os temas de Justiça e Paz. Além disso, uma alteração poderia colaborar com a simplificação no modo de se referir ao trabalho da comissão.
Em 7 de fevereiro de 2018, o Papa Francisco transferiu-o para a Diocese de Lages, Santa Catarina. A diocese estava vacante desde o dia 30 de novembro de 2016, quando o pontífice transferiu Dom  Frei Irineu Andreassa, OFM, então bispo diocesano, para a Diocese de Ituiutaba, Minas Gerais. Em 4 de fevereiro de 2017, foi nomeado, como administrador apostólico Dom Nelson Westrupp, bispo emérito de Santo André, São Paulo, que permaneceu até a posse do novo bispo, que se deu no dia 17 de março de 2018.
Ainda dentro da CNBB, além da Comissão Pastoral para a Ação Social e Transformadora, acompanhou a Liturgia e Comissão Pastoral da Terra do Regional Centro-Oeste; membro da Comissão Episcopal do Mutirão de Superação da Miséria e da Fome; bispo acompanhante do Setor Juventude do Regional Centro Oeste; Comissão Episcopal para a Reforma e Construção da Sede Nacional. Também foi bispo referencial da Conferência dos Religiosos do Brasil em Goiás.
Em 3 de agosto de 2019, como porta-voz dos bispos participantes do Fórum Nacional das Pastorais Sociais, realizado reunidos entre os dias 30 de julho a 2 de agosto de 2019, manifestou-se contra a retirada de diretos promovida pelo governo Bolsonaro e conclamou a sociedade brasileira a resistir. Criticou também o desmonte de espaços de controle social e a extinção dos conselhos de políticas públicas, criados por decreto, e revogação da política de participação social, pelo atual governo, a especulação imobiliária e aponta o perigo da proposta de emenda à Constituição Federal n.º 80/2019, em tramitação no Senado Federal, que propunha a retirada da função social da terra urbana e rural.
Atualmente é presidente do grupo de trabalho do Pacto pela Vida e pelo Brasil, acordo celebrado entre a conferência episcopal brasileira, a Ordem dos Advogados do Brasil (OAB), a Comissão Arns, a Academia Brasileira de Ciências, a Associação Brasileira de Imprensa e a Sociedade Brasileira para o Progresso da Ciência, em 7 de abril de 2020, para cobrar que o Estado Brasileiro adotasse políticas imediatas de enfrentamento à pandemia de covid-19, de modo que garanta a saúde da população e preserve a economia, com emprego, trabalho e renda.